# 東京朝鮮第二初級学校

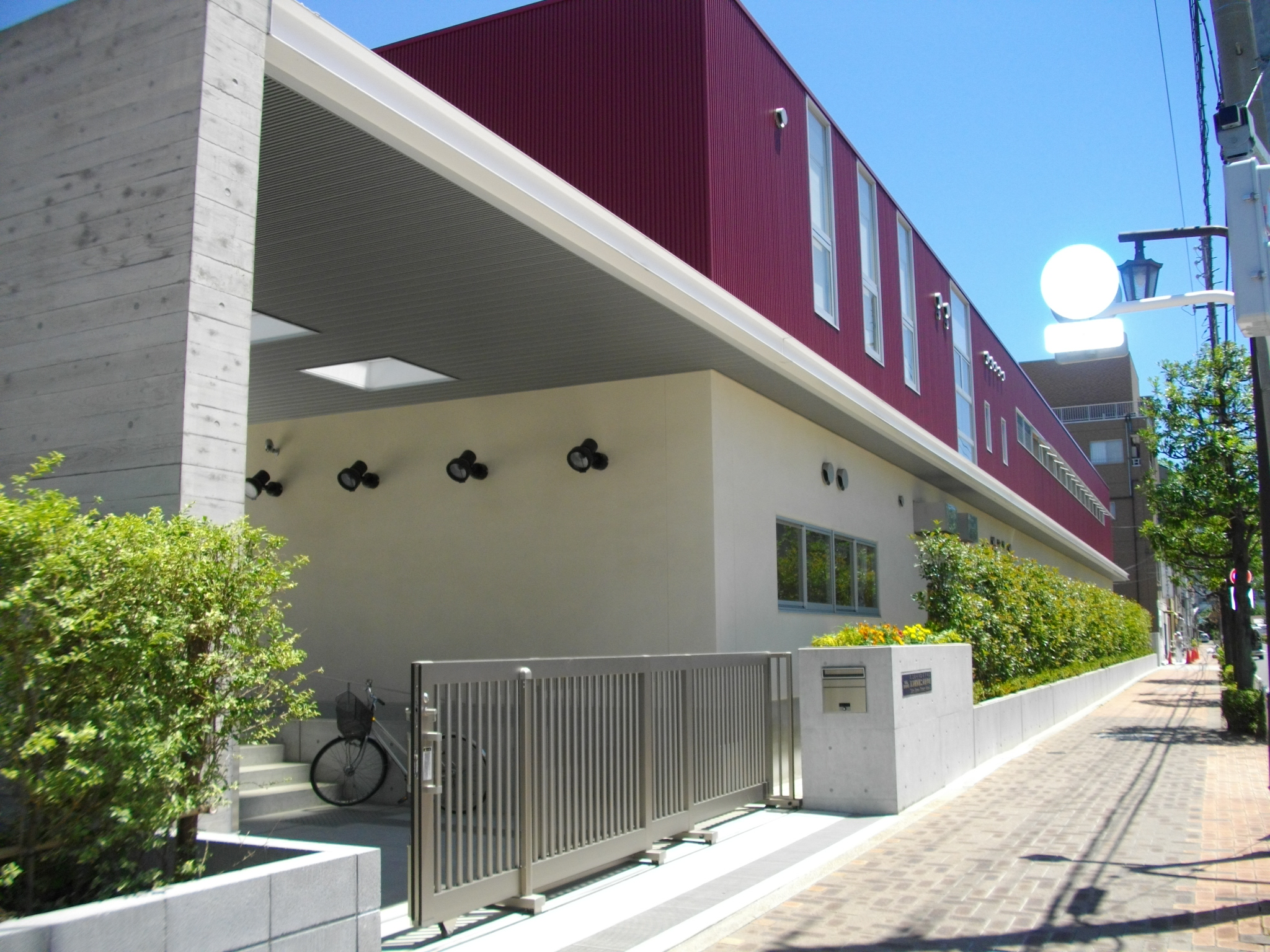
東京朝鮮第二初級学校

東京朝鮮第二初級学校（とうきょうちょうせんだいにしょきゅうがっこう、도꾜조선제2초급학교）は、学校法人東京朝鮮学園が運営する東京都江東区枝川にある朝鮮学校である。
日本の小学校に相当する教育を行っている各種学校（非一条校）である。

## 概要
同校の敷地の一部は東京都有地にある。東京市が朝鮮人を枝川に強制的に移住させたという歴史的経緯が考慮され、東京朝鮮第二初級学校は1970年から20年間の期限付き契約で都有地を無償貸与されていた。
契約の失効後は交渉が開始されたが、2003年に東京都が土地の明け渡し・工作物の撤去（職員室・玄関など）及びその土地の地代相当金4億円を支払いを求めて訴訟を起こした。が、2007年3月に和解が成立した。韓国国会議員も加わり、日韓の市民団体がカンパを募って協力し、学校用地の買収費である和解金1億7000万円は2007年6月下旬に朝鮮学園から都に支払われた。一方、学校存続のため寄せられた日本と韓国の市民団体からの支援金をめぐり、支援を大歓迎した学校、地元関係者らと、学校運営に外部が介入することを嫌う総連中央との間で意見の衝突が起きていたとされる。

## 沿革
- 1946年 - 現校の元になる学校を「隣保館」に設置
- 1949年 - 都立第二朝鮮人小学校となる
- 1955年 - 現校名として開校、土地が都有地なので地代を支払って学校を存続
- 1971年 - 地代の高騰により地代の無期限無償化要望書を美濃部亮吉東京都知事に提出
- 1972年 - 1970～90年の支払うべき賃料を無償化する契約・契約終了時に学校が存続している場合は善処とする取り決めを都と結ぶ
- 1990年～2003年 - 契約終了後も払い下げ等に関する協議を続け賃料も請求されない状態が続く
- 2003年 - 住民監査請求により東京都が「概要の内容」を求めて提訴。
- 2007年 - 東京朝鮮学園側が1億7,000万円を都に支払い今後10年間は学校用地としての利用制限つきで都が土地を譲渡することで和解が成立した[3]。

## 学科
- 初級部

## 生徒数
2023年4月の時点で36人

## 所在地
- 〒135-0051 東京都江東区枝川1-11-26